# پت نورتون
پت نورتون (به انگلیسی: Pat Norton) (زادهٔ ۲۰ مارس ۱۹۱۹) شناگر اهل استرالیا است.